# Estação Jereissati
A Estação Jereissati é uma estação pertencente a Linha Sul do Metrô de Fortaleza. Localiza-se na Rua Antônio Alencar, no bairro de mesmo nome, no município de Maracanaú, pertencente a Região metropolitana de Fortaleza.

## Histórico
A estação foi inaugurada no dia 15 de junho de 2012, na primeira fase da linha sul entre a estação Parangaba e Carlito Benevides. No dia 1 de outubro de 2014 as bilheterias e bloqueios da estação funcionaram pela primeira vez durante o inicio a fase comercial.

## Características
Estação de superfície, com plataforma central, estruturas em concreto aparente, mapas de localização, sistemas de sonorização, telas na plataforma que mostram os destinos de trens, horário de chegada da próxima composição além de outras informações e mensagens como o horário de funcionamento do metrô de Fortaleza, as integrações como os outros sistemas nos terminais intermodais, videos com informações turísticas, informações de utilidade publica como também publicidades, além de possuir acessos, piso tátil e elevadores para pessoas portadoras de deficiência. 